# Didier Moreno (cantante)

Didier Moreno  (Espinal, Tolima, Colombia, 21 de agosto de 1977) es un cantante y compositor Colombiano, exvocalista del Binomio de Oro de América. Didier ingresó al Binomio de Oro de América en el año 2006, tras la salida de Jean Carlos Centeno de la agrupación.
Didier mostró desde niño interés por la música y sus comienzos se vieron enmarcados por el gusto hacia el género tropical, la salsa y el vallenato. Inicia su carrera como trompetista de la orquesta La gran Escala, posteriormente hallaría una oportunidad como voz líder de la agrupación caleña Color Latino con la que grabó un CD en el año 2000. Posteriormente audiciona cuando el profesor Rosendo Romero hizo una convocatoria para formar la agrupación La Dinastía Romero y permanece en la agrupación un par de años. La Dinastía Romero sería entonces, el trampolín para su posterior llegada al Binomio de Oro de América; su ingreso a ¨La Universidad del Vallenato¨ se dio en diciembre de 2005 por llamado de Israel Romero.
En abril de 2013, Didier se retira de la agrupación y en marzo de 2016, se retira Jhonatan Jaraba para ser el vocalista del Grupo Kvrass.
A partir del 2017, Didier regresó al Binomio de Oro como corista, siendo que la primera voz de la agrupación desde 2013 es Israel David Romero, hijo de Israel Romero, líder de la agrupación.

## Discográfica
La Dinastía Romero
2001: Música De La Casa
El Binomio de Oro de América
2006: Impredecible
2008: Vuelve y pica el pollo
2011: Corazón de miel
2013: Binomio total